# Assiriologia

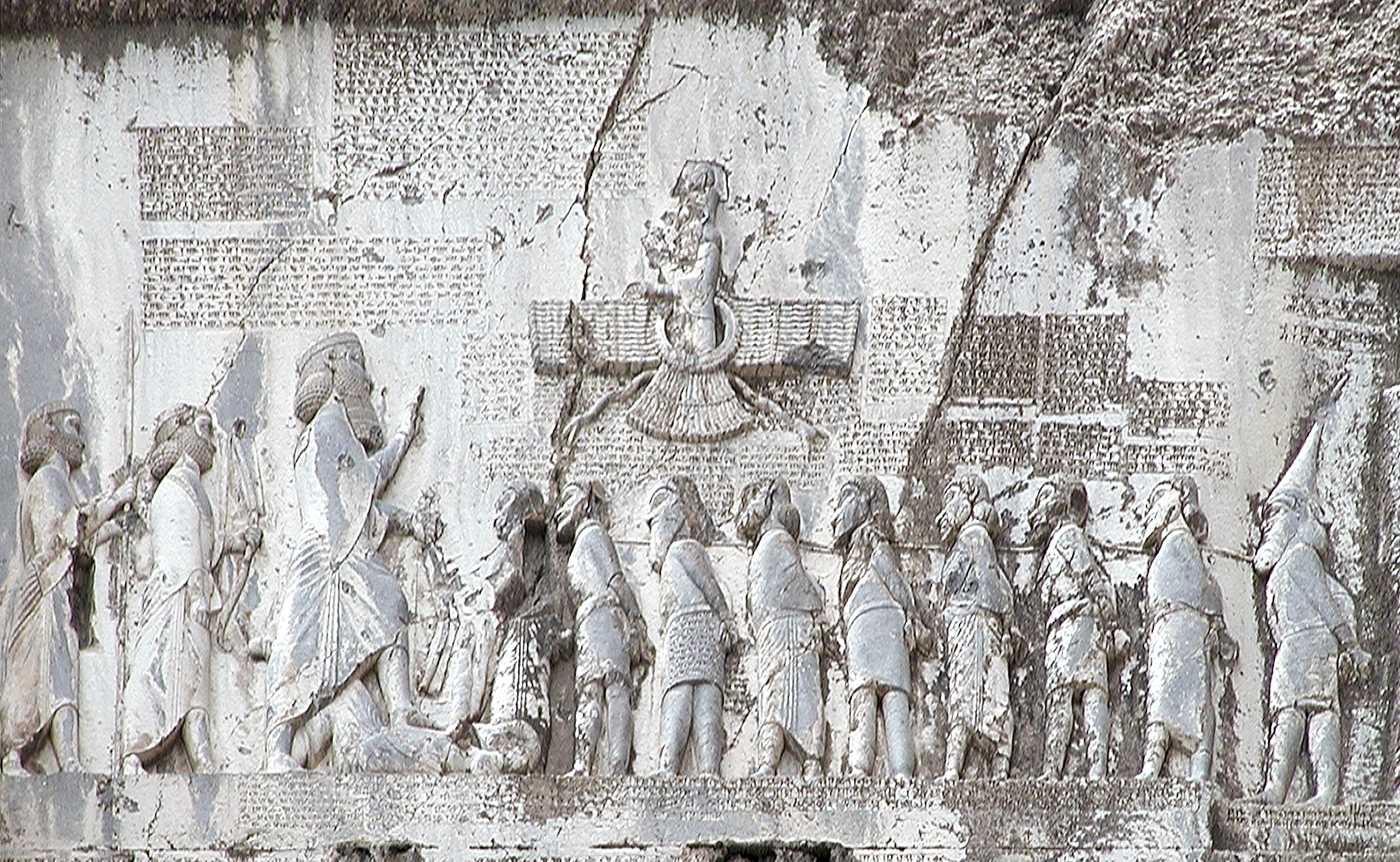
Le iscrizioni trilingui di Behistun (fine del VI secolo a.C., periodo achemenide) ebbero un ruolo fondamentale nell'interpretazione della scrittura cuneiforme e nella nascita dell'assiriologia

L'assiriologia è lo studio del Vicino Oriente antico e, in particolare, di cultura, religione, storia, lingue e archeologia delle civiltà della Mesopotamia e dei popoli vicini.
Il nome deriva dal fatto che, alle sue origini (metà del XIX secolo), la disciplina si concentrò sulla civiltà assira. Con l'ampliarsi delle conoscenze sulla Mesopotamia e sul Vicino Oriente antico in generale, l'assiriologia estese i propri interessi alla civiltà babilonese e alla civiltà sumera, oltre che a varie altre popolazioni e territori, come la Persia, la Susiana, l'Armenia, l'Asia minore, in contatto con le civiltà principali.
Le molte tavolette d'argilla redatte in cuneiforme e giunteci da queste culture forniscono un'ingente risorsa per gli studi sull'epoca e sui primi insediamenti urbani.

## Forme linguistiche e sistemi di scrittura

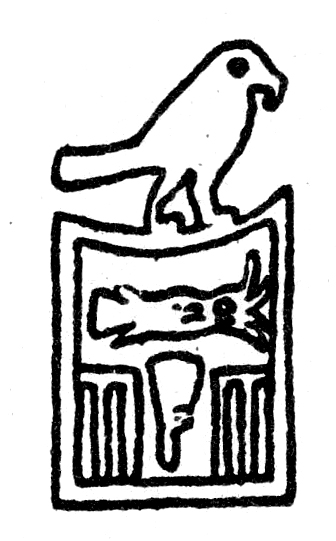
Il principio del rebus esemplificato nella resa del nome del faraone egizio Narmer: il falcone in alto rappresenta Horus, il pesce (nˁr) la sillaba nar, lo scalpello (mr) la sillaba mer

Le origini della scrittura cuneiforme rimontano alla fine del IV millennio a.C., al tempo in cui i Sumeri, un popolo linguisticamente ed etnicamente isolato, abitavano la Bassa Mesopotamia e l'area occidentale della foce dell'Eufrate, detta Caldea. Le prime tracce di scrittura cuneiforme giunte a noi sono rappresentate da pittogrammi provenienti da Uruk, la "prima città", in libri mastri e in liste di beni. I pittogrammi rappresentavano i beni ed erano accompagnati da numerali e da nomi propri. Già la resa dei nomi propri rendeva necessario l'uso del principio del rebus: in altre parole, i segni cuneiformi potevano non solo veicolare direttamente il referente (l'oggetto), tramite un pittogramma, ma anche il suono del significante; per questa strada, la scrittura cuneiforme acquisì (all'inizio del III millennio a.C.) una parziale funzione fonetica. Così, ad esempio, il pittogramma con il significato di 'mano' (in sumero, ŠU) poté in progresso di tempo significare tanto 'mano' quanto semplicemente la sillaba -ŠU- nei contesti che lo richiedevano. Ancora, nel contesto egizio, il nome del faraone Narmer poteva essere composto da due segni: nar ('pesce') + mer ('scalpello'). Va poi tenuto in conto che in sumero esistevano diverse parole omofone (che avevano cioè lo stesso suono), di modo che segni cuneiformi distinti potevano veicolare lo stesso suono. Tali segni vengono distinti dalle moderne traslitterazioni (ad esempio, ba, bà, bá, ba4). Per altro verso, lo stesso segno cuneiforme poteva veicolare diversi significati correlati (ad esempio, sole, giorno, luce) e quindi diversi valori fonetici (questa caratteristica è detta "polifonia").
La scrittura dei primordi era occasionalmente usata su pietra, metallo o legno, ma progressivamente si impose l'uso di vergare tavolette d'argilla ancora morbida con un calamo (detto gi-duba). Ciò comportò il passaggio dalle linee curve dei primi segni a forme di cuneo o chiodo, risultato della pressione della punta inclinata del calamo. Fu inoltre abbandonato l'originario sistema a colonne, che prevedeva i segni incisi dall'alto verso il basso, in favore di una sequenza da sinistra a destra. Nella seconda metà del III millennio a.C., la sequenza lineare del testo prese a rappresentare più da vicino la sequenza fonica (mentre all'origine la scrittura non fu pensata per rappresentare la parola).
Già prima che questi ultimi sviluppi fossero completi, la scrittura cuneiforme sumera fu adottata dagli Accadi, una popolazione semita le cui prime tracce in Mesopotamia risalgono al Proto-Dinastico II e III (2750-2350 a.C., secondo la cronologia media), soprattutto nella Media Mesopotamia (che in futuro prenderà il nome di Akkad). La lingua degli Accadi (detta accadico), lingua semitica orientale, non aveva alcuna relazione con il sumero. La scrittura sumera fu adattata alle esigenze accadiche: i logogrammi sumeri furono in genere mantenuti, ma pronunciati in accordo al vocabolario accadico. La polifonia venne amplificata, di modo che, ad esempio, il pittogramma che in origine rinviava al Sole poteva essere pronunciato ud, tam, tú, par, laḫ o ḫiš. Lo stesso segno poteva ritenere la pronuncia sumera e acquisire quella accadica: il segno  ('terra', 'territorio', 'paese' o 'zona montagnosa') aveva diversi valori fonetici: KUR (su base sumerica) oppure mat o šad (sulla base delle parole accadiche mātu, 'territorio', e šadû, 'montagna').
La prima forma di cuneiforme semitico è detta "antico accadico", usato, ad esempio, nelle iscrizioni di Sargon il Grande. Quando poi la Dinastia amorrea di Babilonia conquistò, con il re Hammurabi, l'egemonia in Mesopotamia, si impose il cuneiforme detto "antico babilonese" (il Codice di Hammurabi è scritto in antico-babilonese). Esisté anche un cuneiforme antico assiro, registrato soprattutto nelle cosiddette "tavolette di Cappadocia" (documentazione d'archivio dei mercanti dei karu anatolici). Babilonese e assiro sono considerabili  come "dialetti" dell'accadico. Entrambi hanno avuto una fase antica, una fase media, una fase nuova. La Biblioteca di Assurbanipal appartiene al periodo neo-assiro, quello imperiale.
Nell'arco del III millennio a.C., la scrittura cuneiforme fu progressivamente adottata anche al di fuori della Mesopotamia, innanzitutto in Elam (Iran sud-occidentale). Il cuneiforme adottato per scrivere la lingua elamica funse forse da modello per la creazione del cuneiforme semplificato usato per scrivere il persiano antico. Gli Hurriti dell'Alta Mesopotamia adottarono il cuneiforme antico accadico intorno al 2000 a.C., poi ereditato dagli Ittiti.
Nel II millennio a.C., il dialetto babilonese, in forme più o meno pure, divenne lingua franca internazionale del Vicino Oriente e la scrittura cuneiforme fu strumento della comunicazione diplomatica tra i vari regni. Il cuneiforme fu in qualche caso anche riadattato, come nel caso dell'alfabeto ugaritico (intorno al 1400 a.C.), che prende il nome da Ugarit, una città della costa siriana.
La scrittura cuneiforme sopravvisse al crollo dell'Impero neo-assiro (fine del VII secolo) e poi dell'Impero neo-babilonese (539 a.C.), quando già da tempo l'aramaico si era imposto come lingua franca internazionale nel Vicino Oriente. L'ultimo testo cuneiforme è datato al 75 d.C.
Enorme è la varietà dei testi esistente. Essa include liste reali, documenti legali e mercantili, testi religiosi, testi letterari canonici (come l'Epopea di Gilgamesh), iscrizioni storiche dei sovrani, missive, testi musicali o matematici, testi scientifici (raccolte di divinazioni). Vi sono anche raccolte lessicali che riflettono un interesse erudito per la linguistica comparativa, inclusa la conservazione e la conoscenza del sumero per fini religiosi e culturali. Di fatto, l'utilizzo della scrittura cuneiforme per un periodo di quasi 3000 anni si riflette sulla grande varietà della documentazione pervenuta, che risulta assai ampia, nonostante i bassi tassi di alfabetizzazione dell'epoca antica.

## La scoperta delle antichità del Vicino Oriente

### Primi viaggi in Oriente prima del Cinquecento

Copia quattrocentesca della mappa della Terrasanta, opera di Marin Sanudo, 1320

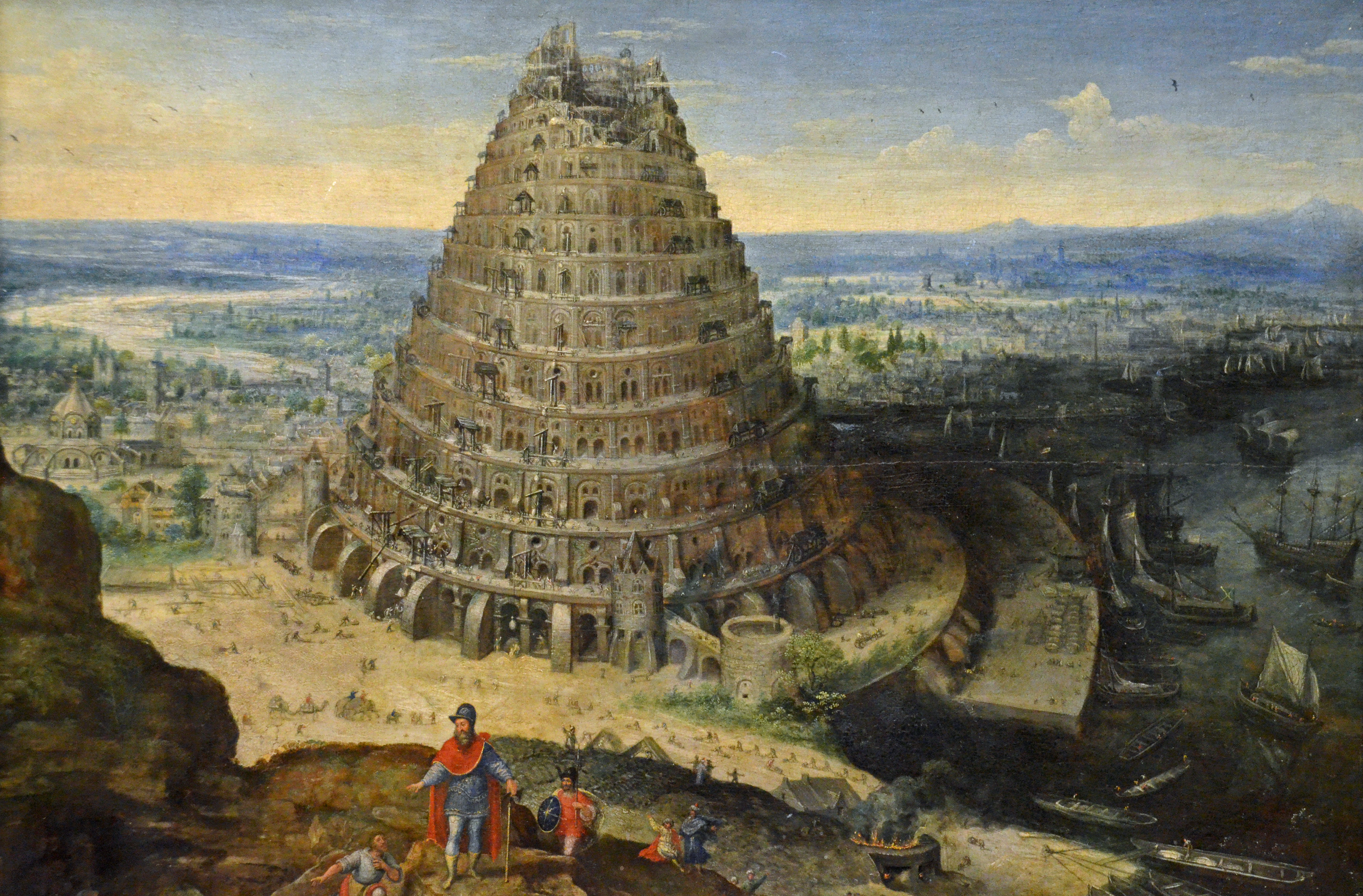
La Torre di Babele in un dipinto del pittore fiammingo Lucas van Valckenborch (1594)

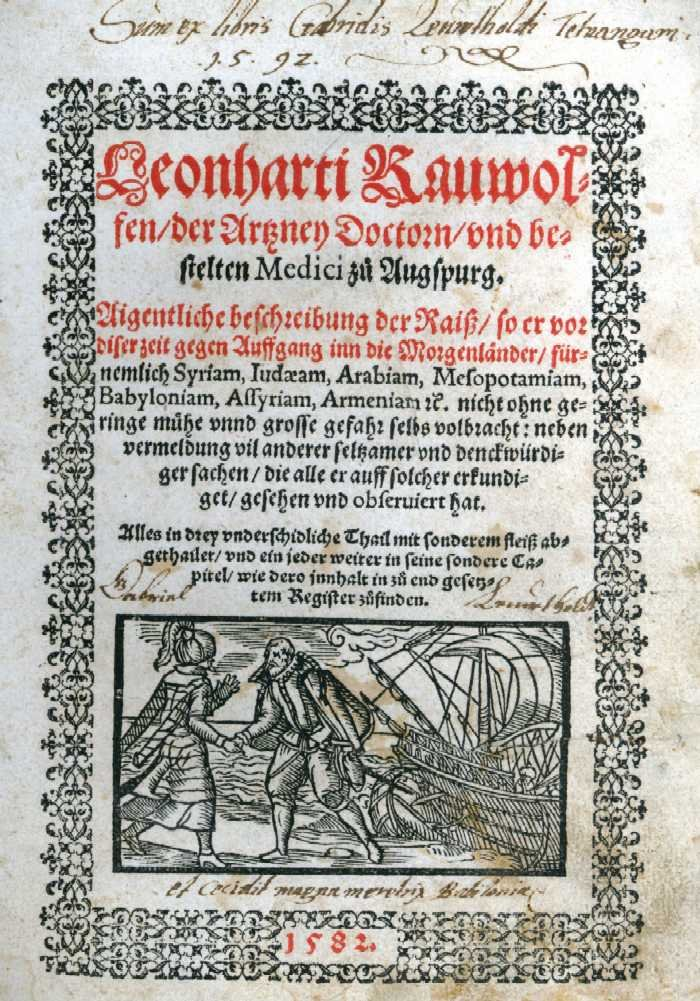
Frontespizio dell'opera di Leonhart Rauwolff Augspurg Aigentliche Beschreibung der Raiss, so er vor diser Zeit gegen Auffgang inn die Morgenländer, fürnemlich Syriam, Iudaeam, Arabiam, Mesopotamiam, Babyloniam, Assyriam, Armeniam etc. nicht ohne geringe mühe vnnd grosse gefahr selbs volbracht (1582)

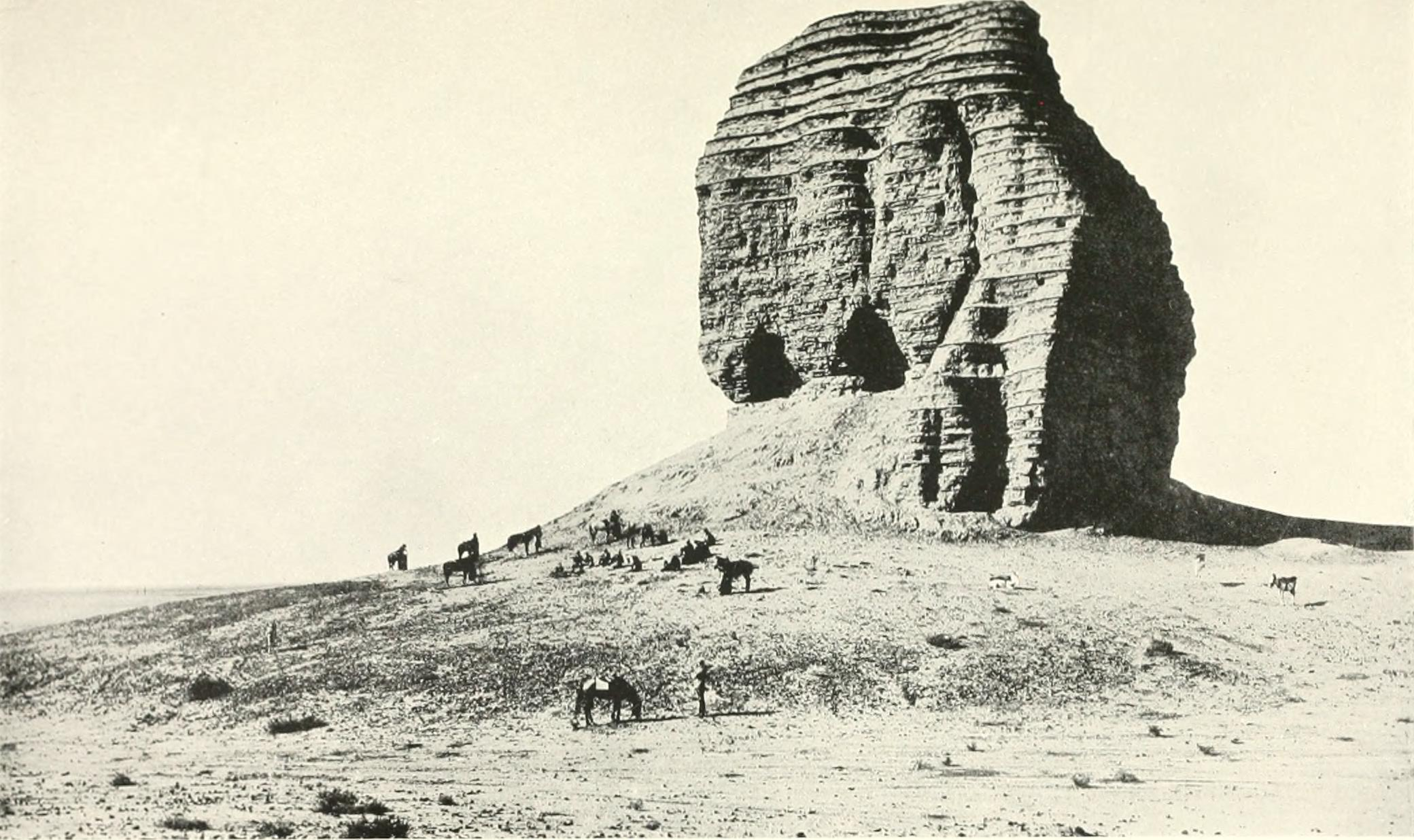
Foto ottocentesca delle rovine della ziggurat di ‘Aqar Qūf (poco ad ovest di Baghdad), a lungo creduta l'antica Torre di Babele. La foto è tratta dal libro By Nile and Tigris (1920), dell'orientalista inglese Ernest Alfred Wallis Budge.

Resta incerto se Greci e Romani conoscessero la scrittura cuneiforme.
Già nel Rinascimento, l'Europa manifestò interesse, oltre che per la classicità greco-latina, anche per le radici orientali della propria civiltà. Inizialmente, l'interesse fu soprattutto di tipo linguistico: significativa fu, a questo proposito, l'istituzione al Collège royal di Francesco I (odierno Collège de France) di una cattedra di ebreo e di arabo, affidata a Guillaume Postel. In precedenza, si ha notizia di un rabbino e geografo spagnolo, Beniamino di Tudela, il quale, in un viaggio in Oriente svoltosi tra il 1165 e il 1170, visitando gli Ebrei di Mosul, fu in grado di riconoscere dei resti, situati lì nei pressi, come appartenenti all'antica Ninive. Il suo racconto, divenuto celebre in Europa, fu trasmesso inizialmente in forma manoscritta e poi a stampa nel 1543. Un viaggio simile fu svolto qualche anno dopo da un altro rabbino, Petachiah di Ratisbona, ma il suo racconto rimase confinato ad ambienti ebraici, almeno fino alla pubblicazione nel 1856.
Ci furono poi una serie di viaggiatori, passati per quelle parti, che scrissero intorno ai loro viaggi: Ibn Jubayr (1185), Marco Polo (1271-1275 ca.), Odorico da Pordenone (1322 ca.), Giovanni de' Marignolli (1352 ca.), Johann Schiltberger (1396-1427), Niccolò de' Conti (1420-1425). I loro racconti, però, così come altri di quel periodo, non offrivano in effetti descrizioni accurate del Vicino Oriente e riflettevano interessi diversi e legati ad altri posti: dominava l'interesse per la cultura classica e quella biblica (con molteplici avvistamenti della Torre di Babele), la sete di informazioni sulla Terrasanta o sull'Antico Egitto, o, ancora, propositi commerciali e missionari verso la Persia, le Indie, la Cina.

### Dal Cinquecento al primo Seicento
Fu verso la fine del Cinquecento che l'interesse per l'Oriente, oltre a vedere un'esplosione della relativa letteratura di viaggio, acquisì nuove prospettive. La visione tolemaica del mondo era già stata scossa dai viaggi del tardo Quattrocento (che avevano segnato la fase matura dell'"età delle esplorazioni"). Il Trattato di Tordesillas del 1494, sancendo il duopolio Portogallo-Spagna, aveva spinto altre nazioni a cercare un passaggio a est, in particolare dopo il 1530. L'Umanesimo, poi, con il suo approccio "empirista", aveva fatto sì che maggiore importanza fosse attribuita alle testimonianze di prima mano e all'accuratezza delle descrizioni di paesi lontani. L'attenzione alla preparazione del viaggio coagulò in un vero e proprio genere di istruzioni, detto ars peregrinandi, che rimarcava l'importanza di un'organizzazione tanto pratica quanto intellettuale. La letteratura di viaggio continuava comunque ad essere un genere assai apprezzato in Europa, anche solo a scopo d'intrattenimento.
Dopo il 1530, ci fu un significativo incremento della letteratura di viaggio sulla Mesopotamia. Solo nella seconda metà del Cinquecento furono scritti circa 20 resoconti, di cui 12 per mano di mercanti. Tra questi, va menzionato il resoconto del mercante veneziano Giosafat Barbaro, pubblicato a Venezia nel 1543 dai figli di Aldo Manuzio; nel suo testo, Barbaro dava conto con ammirazione di alcuni resti che vanno identificati con quelli di Persepoli.
Attraverso queste opere, il pubblico europeo ebbe a disposizione descrizioni sempre più accurate dell'itinerario verso la Mesopotamia e attraverso il paese. Alquanto imprecisi risultano i resoconti di António Tenreiro (1523, 1528) e di António Teixeira (1565), mentre quello del mercante veneziano Cesare dei Federici (1563, 1581) contribuì a definire l'itinerario standard. Un altro mercante veneziano, Gasparo Balbi (1579-1580), descrisse accuratamente il tragitto tra Fallujah e Baghdad, dando conto di diverse rovine e città abbandonate e dichiarando di aver rintracciato le rovine di Babilonia e la Torre di Babele. Racconti simili furono redatti da due mercanti inglesi partiti insieme, Ralph Fitch (1583-1591) e John Eldred (1583-1588), e da John Newberry (1580). Un ecclesiastico, John Cartwright, sembra sia stato il primo a riferire (forse de relato) delle rovine di Kufa, mentre nel 1599 Anthony Sherley, inviato ad una missione diplomatica in Persia, fu il primo a menzionare Samarra per nome, descrivendola come una città in rovina, con solo parte delle mura ancora in piedi.
L'interesse "antiquario" dei mercanti era spesso ristretto alla leggendaria Torre di Babele, la cui collocazione infiammava i dibattiti accademici europei e che per lungo tempo fu identificata con le rovine della ziggurat di ‘Aqar Qūf (poco ad ovest di Baghdad). Esisteva comunque una categoria di viaggiatori più colti, con un genuino interesse verso le antichità vicino-orientali. Tra questi, il medico tedesco Leonhart Rauwolff (1573-1576), che descrisse diversi resti, tentando di identificarli in base a riferimenti biblici e classici. Rauwolff, ad esempio, propose l'identificazione della parte ovest di Baghdad con Seleucia e della parte est con Ctesifonte.

#### Fernberger, de Gouvea, della Valle
Non ultimo tra i motivi per visitare l'Oriente era la curiosità individuale. Uno dei più antichi resoconti realmente dettagliati di tali viaggi in Mesopotamia è ad opera del nobile austriaco Georg Christoph Fernberger (1557-1594), che visitò l'Oriente tra il 1588 e il 1593. Il viaggiatore appartiene ad una categoria rara per quel periodo, quella dei turisti. Egli infatti non viaggiò per motivi commerciali, politici, militari o religiosi, ma per diletto, per una sorta di fame indeterminata di conoscenza. Nel suo Reisetagebuch, Fernberger scrive:
(Georg Christoph Fernberger, Reisetagebuch, edizione curata da Burger e Wallisch, Berlino, 1999, p. 66)
Fernberger ritenne di riconoscere in Baghdad l'antica Ctesifonte, mentre sul sito della vera Ctesifonte credé di trovare i resti di Susa. Oltre a scrivere di un canale asciutto nei pressi di Baghdad (forse il canale di Saklawiyah), Fernberger attestò l'esistenza delle rovine di un "acquedotto di Semiramide" (non identificato). Fernberger fu forse il primo esploratore a portare in Europa un mattone babilonese (tratto, secondo lui, dalla Torre di Babele). Il suo racconto, però, non fu pubblicato e il suo mattone, oggi perduto, non destò interesse alcuno.
Verso la fine del Cinquecento, la conoscenza europea della Mesopotamia crebbe con lentezza ma con costanza. L'interesse primario restava però quello commerciale e per questa ragione l'area a sud di Baghdad rimaneva scarsamente conosciuta: il sito di Ctesifonte, con il Taq-i Kisra che era ai tempi ancora in piedi, era spesso ignorato dai resoconti di viaggio, come anche i resti di Samarra (poco a nord di Baghdad).
Sulla scia dei testi del tardo Cinquecento sono i resoconti di Robert Coverte (1609) e di Richard Steele (1614). Tali opere contribuirono a consolidare la conoscenza dell'Oriente, ma anche a reiterare alcuni fraintendimenti. Coverte, ad esempio, ritenne di identificare nella parte di Baghdad ad ovest del Tigri l'antica Babilonia, tanto da chiamare la parte orientale la Nuova Babilonia.
Dei primi del Seicento sono le prime solide testimonianze sulla scrittura cuneiforme. Si ha infatti notizia di un frate agostiniano, Antonio de Gouvea, inviato in Persia da Filippo III di Spagna e Portogallo nel 1602, che redasse una relazione del proprio viaggio, stampata a Lisbona nel 1611, in cui descriveva segni misteriosi scolpiti sui monumenti di una località allora chiamata Čehel Menāra (poi identificata con Persepoli). Fu forse a Naqsh-i Rustem che i fratelli Giambattista e Girolamo Vecchietti ebbero modo, nel 1606, di constatare la presenza di "scritture d'intagliamenti" su alcune rovine. Infine, il diplomatico spagnolo García de Silva y Figueroa, che nel 1618 si trovava a Chilminara (così è indicata nel testo Čehel Menāra), riportò di aver visto alcune lettere a foggia di piramidi o obelischi e ordinò che una linea fosse copiata. La sua descrizione di Chilminara risulta molto dettagliata, ma le sue trascrizioni andarono perse. Nel suo resoconto, pubblicato ad Anversa nel 1620, Figueroa, sfruttando una descrizione tratta da Diodoro Siculo, identificò per primo nelle rovine di Persepoli il palazzo reale di Dario.
Il patrizio romano Pietro della Valle, che viaggiò in Oriente tra il 1614 e il 1626, fu forse il primo "grande nome" dell'archeologia europea del Vicino Oriente. Della Valle, che aveva lasciato Roma per l'Oriente dopo una delusione d'amore, si trovò sulla terrazza di Cihilminār (Persepoli) il 13 ottobre 1621 e copiò con qualche inesattezza cinque segni di un carattere "ignoto" (era scrittura cuneiforme), che riportò in una lettera inviata da Shīrāz otto giorni dopo e pubblicata nel 1658. È forse questa la più antica trascrizione di segni persepolitani giunta in Europa. Nella lettera, della Valle ipotizzò che il testo andava letto da sinistra a destra. Fu sempre Pietro della Valle, nel 1616, a riconoscere i resti di Babilonia e a descriverli nei suoi scritti. Al ritorno dal suo viaggio in Oriente, della Valle portò con sé dei mattoni inscritti, raccolti a Babilonia e in quel luogo che gli Arabi chiamavano Tal al Muqayyar (l'antica città di Ur, visitata nel 1625). Questi resti rappresentano forse, dopo il mattone inscritto di Fernberger, i primi esemplari di scrittura cuneiforme a raggiungere l'Europa. Della Valle e, in misura minore, il portoghese Pedro Teixeira sono spesso intese come figure di svolta nella conoscenza europea della Mesopotamia, anche per il loro impegno a fornire informazioni accurate. Teixeira fu il primo studioso europeo a risiedere in Persia allo scopo precipuo di studiare la storia persiana. Non è però chiaro se egli fosse un mercante, un soldato o un medico. Teixeira fu forse anche il primo a descrivere le rovine dell'antica Bassora. Dopo la testimonianza incerta di Cartwright, fu il primo di cui si ha certezza che visitò Kufa. Si astenne, inoltre, da speculazioni e ipotesi di identificazioni di luoghi biblici, concentrandosi piuttosto sulla storia islamica.
Di una certa rilevanza sarebbe stato anche il resoconto del nobiluomo svedese Bengt Bengtsson Oxenstierna (1591-1643), ma esso non fu pubblicato e poi in gran parte andò perduto. Oxenstierna visitò Borsippa intorno al 1616, incidendo anche un graffito per commemorare l'evento.

### La stagnazione del Seicento

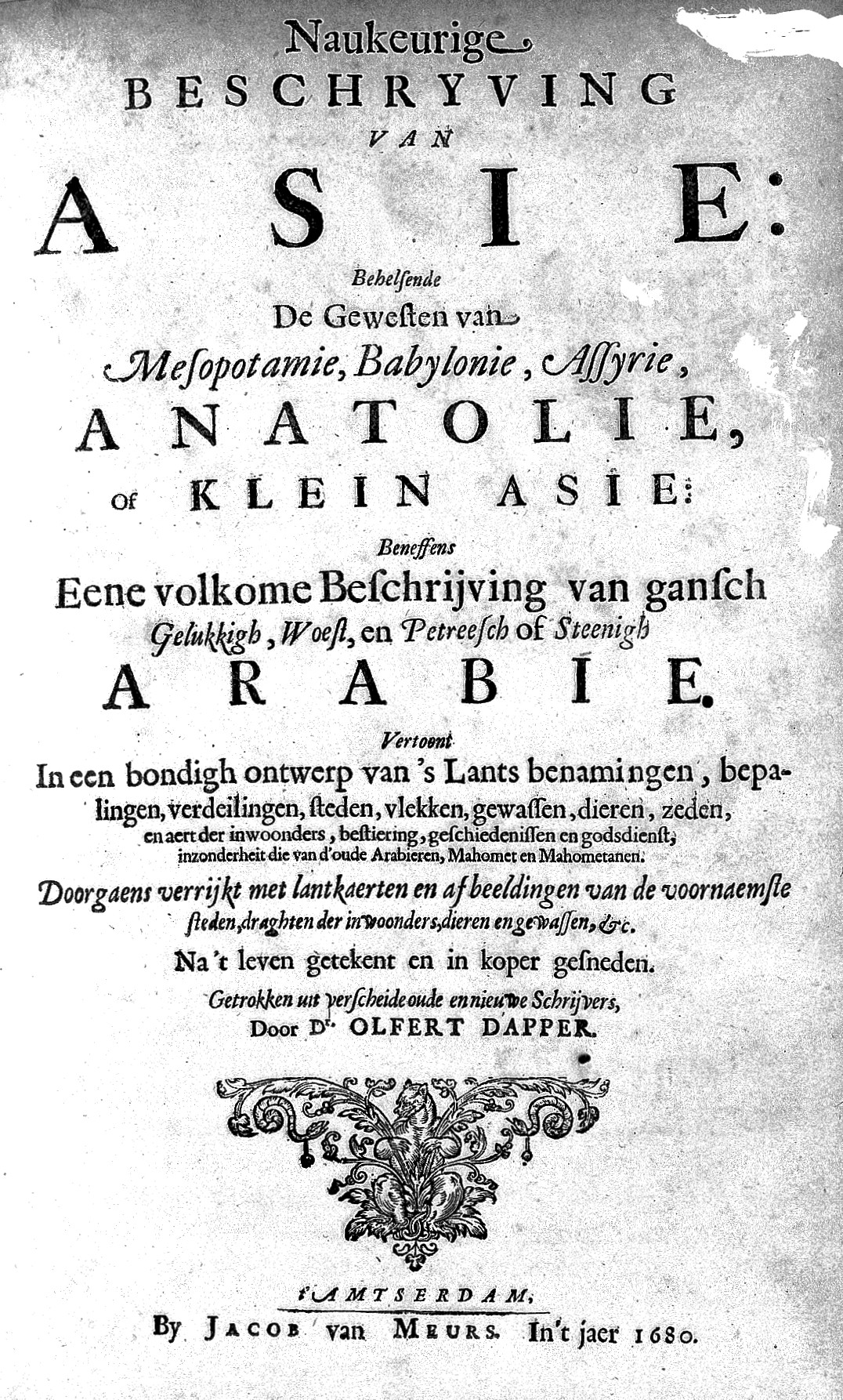
Frontespizio della Naukeurige beschryving van Asie (1680), del medico olandese Olfert Dapper

Se tra la fine del Cinquecento e l'inizio del Seicento la conoscenza europea della Mesopotamia crebbe stabilmente, per il resto del Seicento e fino all'inizio del Settecento si assisté ad una sorta di stagnazione, che vide il riprodursi di tradizioni errate e di fraintendimenti. Il Seicento fu caratterizzato dalla scoperta dei nomi reali di diverse località e dalla comparsa di un apparato, seppur rudimentale, di mappe. Si intensificò l'uso di introdurre nei resoconti istruzioni precise per i viaggiatori successivi, con l'inclusione di liste di distanze e tempi di percorrenza.
La stagnazione del Seicento non è relativa ad una perdita di interesse da parte degli Europei verso la Mesopotamia, ma ad una concreta riduzione della presenza degli occidentali in quelle aree, motivata da diversi fattori concomitanti: lo scatenarsi delle Guerre ottomano-asburgiche (a partire dalla Lunga Guerra) e delle Guerre ottomano-persiane, la nascita delle compagnie commerciali, che operavano soprattutto sui mari, determinando il declino delle rotte carovaniere, la Guerra dei Trent'anni (1618-1648), le Guerre anglo-olandesi (a partire dal 1652).
Verso la fine del Seicento, si assisté alla creazione di opere enciclopediche con in nuce un approccio "illuminista" e sistematico alla conoscenza del mondo. In esse, la "questione mesopotamica" era centrale. Assai rilevante è, in questo senso, la Naukeurige beschryving van Asie ('accurata descrizione dell'Asia'), del medico olandese Olfert Dapper (1639-1689), opera pubblicata nel 1680 in cui sono descritte storia e geografia della regione, con anche riferimenti biblici. Interessante è anche la Bibliothèque orientale dell'orientalista francese Barthélemy d'Herbelot de Molainville (1625-1695), il quale, con approccio squisitamente enciclopedico, cercò di raccogliere tutte le informazioni, vecchie e nuove, sull'area.
I resoconti del periodo aggiunsero poco alla geografia dell'area. Non essendo ancora nota la collocazione di Babilonia, persisteva la convinzione che Baghdad (che sta sul Tigri) fosse la nuova Babilonia (così d'Herbelot), a dispetto del fatto che le fonti bibliche (cui in tal senso restava invece fedele Dapper) collocassero l'antica capitale in riva all'Eufrate.
I resoconti di viaggiatori britannici sono del tutto assenti per questa fase e riappariranno solo intorno al 1750, con la riapertura della rotta carovaniera tra Aleppo e Bassora. Gran parte dei resoconti del periodo sono invece di parte francese e non a caso: proprio a partire da quel periodo il Regno di Francia aveva deciso di mettersi in pari con le altre potenze europee nelle esplorazioni a fini commerciali (la Compagnia francese dei mari orientali fu fondata nel 1601, mentre la Compagnia francese delle Indie orientali verrà fondata nel 1664).
Il più celebre viaggiatore dell'epoca è il mercante di gioielli Jean-Baptiste Tavernier, che viaggiò sei volte verso Oriente e passò da Babilonia nel 1632, nel 1638, nel 1644 e nel 1652. Anche se nell'introduzione al suo resoconto Tavernier dichiara di aver intrapreso il viaggio per espandere la propria cultura geografica, in realtà l'opera non dimostra un grande interesse antiquario.

#### Godinho, Carré, de la Croix
Altre opere del tardo Seicento che offrono resoconti dettagliati dell'area sono quelle di Manuel Godinho (1663), Barthélémy Carré (1671; 1672-1674) e François Pétis de la Croix (1674).
Manuel Godinho (1630-1712) era un gesuita, missionario a Goa. Impegnato in una missione a Bombay, di ritorno in patria scrisse una Relação do novo caminho que fez por terra e mar vindo da Índia para Portugal (1665), che si iscrive nella tradizione dei primi cronisti, mescolando osservazioni personali ad un quadro storico-geografico generale. Egli nulla dice dei veri resti di Babilonia (nei pressi di Hillah), che egli ancora colloca a Baghdad. La Relação di Godinho non fu comunque tradotta dal portoghese ad altre lingue, rimanendo per lo più sconosciuta al pubblico europeo.
L'abate Carré si trovò nella regione per conto di Colbert. Ritenne l'idea che i resti di ‘Aqar Qūf (che si trovano a pochi chilometri a nord-ovest di Baghdad) fossero i resti dell'antica Babilonia e in vari punti allude a Baghdad chiamandola Babilonia. Nel 1699, fu pubblicato un estratto del suo testo, comunque con una diffusione ristretta; l'opera di Carré rimase assai poco conosciuta almeno fino al XX secolo.
François Pétis de la Croix è la fonte più interessante del periodo. Figlio di un orientalista, fu mandato dalla corte di Francia nel Levante ad apprendere arabo, turco e persiano. Nel 1674, incontrò casualmente l'abate Carré a Baghdad. Nel suo Extrait des voyages de Pétis de La Croix, rédigé par lui-même, riporta i nomi Eïvan Anouchyrvan e Takt-kisra per l'Arco di Ctesifonte.

#### Villotte
Il Seicento si era aperto con i primi tentativi di investigazione archeologica e l'ingresso in Europa, con Della Valle, dei primi mattoni iscritti in cuneiforme, provenienti da Babilonia e da Ur (in mancanza di sicurezza del mattone di Fernberger, della fine del Cinquecento). Alla fine del secolo, il gesuita francese Jacques Villotte (1656-1743) prese a insistere sulla necessità di veri e propri scavi. Villotte era stato inviato nel 1688 dalla Compagnia di Gesù in Oriente affinché cercasse un itinerario per giungere in Cina senza passare dalla Russia. Il gesuita non riuscì mai a raggiungere la Cina. Visse invece 14 anni tra la Persia safavide (soprattutto a Isfahan) e l'Impero ottomano (in particolare a Erzurum). Gli anni tra Isfahan ed Erzurum sono narrati da Villotte nell'opera Voyages d'un missionaire de la Compagnie de Jesus en Turquie, en Perse et en Barbarie, pubblicata nel 1730, vent'anni dopo il suo rientro in Europa, a cura del gesuita Nicolas Frizon, sulla base delle note lasciate da Villotte.
L'enfasi posta da Villotte sulla necessità di scavi approfonditi è espressa in un passo del suo resoconto. Egli, nel descrivere l'importanza di Baghdad ("Bagdat") per gli Ottomani, data la vicinanza della città alla frontiera con la Persia, aggiunge che gran parte dei suoi edifici sono costruiti con mattoni raccolti nei dintorni e in particolare in una località a tre ore di viaggio verso Occidente, dove alcuni ritengono di riconoscere l'antica Babilonia. Scrive Villotte:
(Jacques Villotte, Voyages d'un missionaire, 1730, p. 381)
Nonostante l'interesse per l'archeologia, anche Villotte cadde nell'equivoco di credere che Baghdad fosse collocata dove in passato era l'antica Ctesifonte e che Babilonia fosse da collocare ad ‘Aqar Qūf, che egli chiama Nemrod-tepesi.

### Decifrazione della scrittura cuneiforme

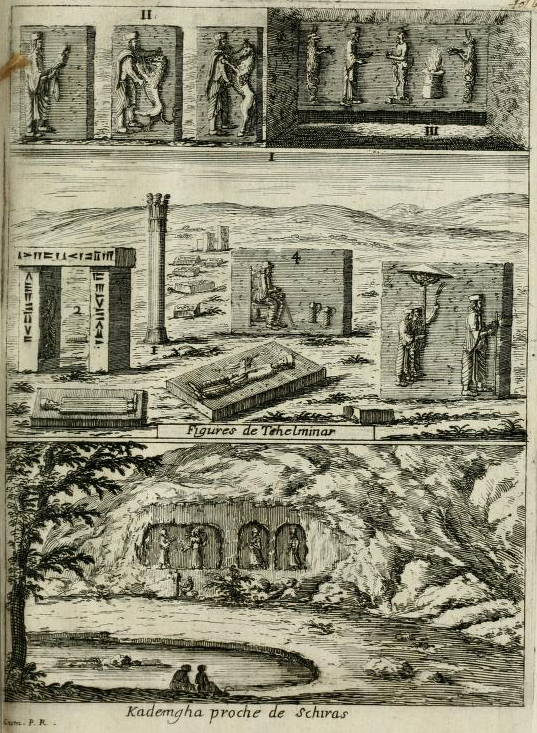
Incisione di André Daulier Deslandes da Tehelminar (Persepoli), nel libro Les Beautés de la Perse (1673). Sono visibili copie di alcuni caratteri cuneiformi.

In tutto il Seicento e per gran parte del Settecento, numerosi furono i viaggiatori e gli esploratori che s'imbatterono nelle rovine delle civiltà mesopotamiche, ciascuno con una propria interpretazione, per lo più intenti a far corrispondere ciò che vedevano alla loro cultura biblica.
Dopo le copie imprecise di Della Valle, altri segni furono ricopiati da diversi viaggiatori. Di particolare interesse sono i segni copiati da Samuel Flower, agente della Compagnia delle Indie orientali ad Aleppo. La trascrizione di Flower consisteva di 22 segni, selezionati da diverse iscrizioni, di modo che era impossibile cavarne senso alcuno. Nel 1700, Thomas Hyde riprodusse i segni di Flower in appendice alla sua Historia religionis veterum Persarum eorumque Magorum e li definì «ductuli pyramidales seu cuneiformes» (ritenendoli del resto null'altro che segni decorativi e non grafemi: «tantum ornatus et lusus gratia»). Solo molto più tardi si comprese che alcuni dei segni copiati da Flower erano elamici e appartenevano ad una iscrizione trilingue che comprendeva anche il persiano antico e il dialetto babilonese.
Un contributo essenziale ancorché indiretto fu il viaggio di Abraham Hyacinthe Anquetil-Duperron in India, presso gli Zoroastriani lì emigrati dalla Persia, al fine di tradurre, tra il 1768 e il 1771, lo Zend Avesta. Alla lingua dello Zend Avesta (l'avestico) poteva forse corrispondere quella trascritta in cuneiforme ai tempi dei re achemenidi e detta antico persiano.
Un altro passaggio essenziale fu il viaggio, svoltosi tra il 1761 e il 1767, del matematico danese Carsten Niebuhr, il quale copiò diverse iscrizioni a Persepoli (in parte già note tramite schizzi e riproduzioni del XVII secolo), poi rivelatesi fondamentali per la corretta interpretazione dei caratteri cuneiformi. Niebuhr fu il primo a comprendere appieno che nelle iscrizioni persepolitane andavano distinti tre tipi di scrittura cuneiforme ("generi" o "classi": primo, secondo e terzo genere di Persepoli) e che il primo genere era un alfabeto, poiché usava solo 42 caratteri. Egli mostrò anche che i testi andavano letti da sinistra a destra. D'altra parte, per Niebuhr i tre generi non rappresentavano tre lingue diverse, ma la stessa lingua scritta in tre modi diversi. Le iscrizioni copiate da Niebuhr e raccolte nell'opera Reisebeschreibung nach Arabien fecero da battistrada per il lavoro di decifrazione degli orientalisti Oluf Gerhard Tychsen e Friederich Münter.

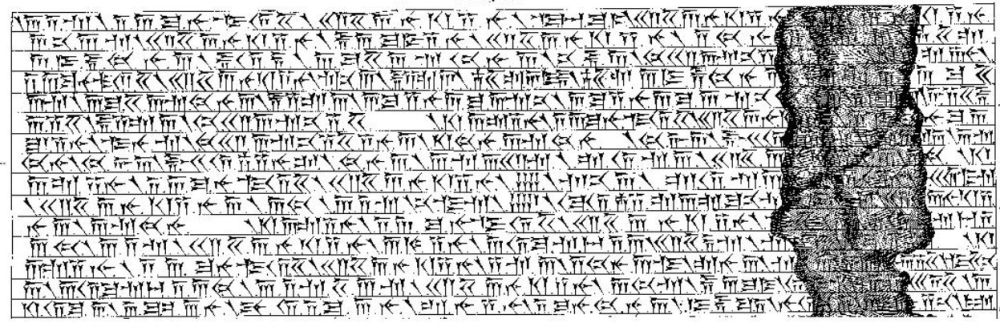
Trascrizione dell'iscrizione di Behistun in persiano arcaico

Sulla scorta delle copie di Niebuhr e del lavoro interpretativo di Tychsen e Münter fu possibile supporre che le iscrizioni tripartite fossero un lascito dei Persiani (una delle ultime incarnazioni del cuneiforme) e che il modello di iscrizione persiana tripartita comprendesse lo stesso testo in tre lingue diverse. Il primo genere persepolitano, che era normalmente in posizione di preminenza e quindi doveva supporsi fosse in antico persiano, comprendeva una quarantina di segni, quindi la lingua del primo genere doveva presumibilmente fondarsi su un alfabeto; il secondo e il terzo genere comprendevano un numero di caratteri assai maggiore e si suppose che si basassero su sillabari o logografie.
Fu il 4 settembre 1802 che Georg Friedrich Grotefend presentò all'Accademia delle scienze di Gottinga, città nel cui ginnasio egli insegnava greco, una dissertazione sui testi persepolitani. Egli concluse che i tre generi persopolitani erano tre lingue differenti, che il primo genere conteneva lettere, che i testi parlavano di un fondatore di dinastia, del figlio di questi e del nipote. Grotefend riuscì a leggere i nomi con la pronuncia persiana (si trattava di Istaspe, Dario e Serse, una sequenza nota da Erodoto).
La lettura corretta dell'antico persiano fu confermata solo dopo che, nel 1837, l'ufficiale inglese Henry Rawlinson riuscì a copiare la grande iscrizione trilingue di Behistun voluta da Dario I di Persia. Rawlinson pubblicò la sua traduzione nel 1846.
Il contributo decisivo alla interpretazione del terzo genere persepolitano giunse con l'opera dell'irlandese Edward Hincks, il quale riconobbe che la lingua del terzo genere di Persepoli andava detta babilonese e che alcuni dei segni erano fonetici, altri ideografici; fra questi, alcuni avevano valore di determinativi.
Il 1857 fu un anno determinante per l'assiriologia. L'inglese William Fox Talbot (1800-1877), orientalista dilettante, aveva studiato le opere di Rawlinson e Hincks, giungendo a pubblicare egli stesso traduzioni di alcuni testi assiri. Ottenuta copia inedita di un'iscrizione del re Tiglath-pileser I, ne fece una traduzione, che il 17 marzo 1857 inviò, sigillata, alla Royal Asiatic Society di Londra. Talbot suggerì all'organizzazione di coinvolgere Rawlinson e Hincks, affinché preparassero indipendentemente una traduzione dello stesso testo. La Society decise di invitare anche Julius Oppert. Due mesi dopo, uno speciale comitato della Society aprì le buste con le quattro traduzioni indipendenti e le confrontò. In generale, le quattro traduzioni concordavano.

### La scoperta del mondo sumero

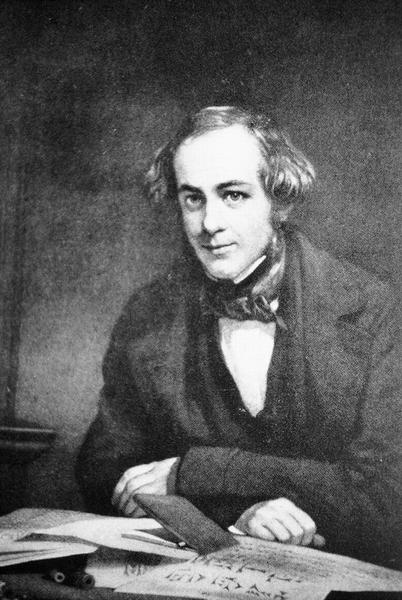
L'inglese Henry Creswicke Rawlinson (1810-1895) fu, dopo Edward Hincks, il primo a supporre l'esistenza di una popolazione non semitica e pre-accadica responsabile della messa a punto della scrittura cuneiforme

L'originale cuneiforme sumero fu a lungo ritenuto non una lingua indipendente ma un modo particolare di scrivere l'accadico. Alla metà dell'Ottocento, nulla si sapeva ancora dei Sumeri e della lingua sumera.
Nel 1850, Hincks lesse un proprio articolo davanti alla British Association for the Advancement of Science; in esso, l'orientalista irlandese avanzava dubbi sul fatto che a sviluppare il cuneiforme fossero state le popolazioni semitiche di Assiria e Babilonia. Nelle lingue semitiche, osservava Hincks, l'elemento morfologico stabile è la consonante, mentre la vocale ha caratteristiche di variabilità e volatilità. Era dunque assai improbabile che popoli semitici sviluppassero una forma di scrittura in cui consonanti e vocali avessero la stessa stabilità nel contesto della sillaba. Inoltre, una caratteristica centrale delle lingue semitiche è la distinzione tra consonanti palatali e dentali, ma il sillabario cuneiforme non è in grado di esprimere adeguatamente questa differenza. Infine, solo una minima parte dei valori sillabici dei segni cuneiformi accadici era riconducibile a parole o a elementi semitici. Per queste ragioni, arguì Hincks, la messa a punto della scrittura cuneiforme era stata opera di una popolazione non semitica, più antica degli Accadi.
Nel 1852, Rawlinson comprese che i sillabari ritrovati a Kuyunjik (Ninive) erano bilingui e contenevano corrispondenze tra parole in babilonese e parole in una lingua fino ad allora sconosciuta. Rawlinson chiamò questa lingua "accadico" e la ritenne scita o turanica. Sarebbero stati questi "Sciti babilonesi" a mettere a punto la scrittura cuneiforme: secondo Rawlinson, tale popolo andava indicato con il nome di "Accadi". Rawlinson aveva dunque correttamente supposto l'esistenza dei Sumeri, ma li aveva indicati con il nome "Accadi", il nome che oggi è usato invece per indicare la popolazione semitica che abitava la Mesopotamia fin dalla prima metà del III millennio a.C.
Fu nel 1869 che Jules Oppert, in una lezione alla sezione etnografica e storica della Société française de numismatique et d'archéologie, attribuì a questa popolazione non semitica l'appellativo di "Sumeri" e ciò sulla base del titolo regale "Re di Sumer e Akkad". Oppert sostenne anche che la lingua sumera andava apparentata al turco, al finlandese e all'ungherese.
L'aggettivo "sumero" per indicare questa popolazione pre-accadica e non semitica faticò a lungo ad imporsi sull'aggettivo "accadico". Vi fu anzi un celebre orientalista, il francese Joseph Halévy (1827-1917), che negò per decenni l'esistenza tanto dei Sumeri quanto della lingua sumera. Secondo Halévy, il cuneiforme "sumero" non era che un artificio inventato da popolazioni semite per scopi esoterici.
Il primo scavo importante di un sito sumero fu quello svolto nel 1877 in Iraq, a Telloh (l'antica Girsu), sotto la direzione del francese Ernest de Sarzec. Tra il 1877 e il 1900, de Sarzec effettuò undici campagne archeologiche, riuscendo a dissotterrare diverse statue, soprattutto del re Gudea, diverse stele, tra cui la più celebre è la Stele degli avvoltoi, i cilindri di Gudea e migliaia di tavolette, gran parte delle quali del periodo del re Ur-Nanshe.
Quando finalmente l'identità del sumero come lingua fu stabilita, le difficoltà interpretative rimasero enormi. Il sumero era però stato mantenuto a Babilonia come lingua di culto e per facilitarne l'apprendimento i Babilonesi avevano provveduto a comporre liste grammaticali, vocabolari, traduzioni in accadico babilonese. La sumerologia poté quindi fare passi avanti, in particolare per merito di studiosi come il francese François Thureau-Dangin (1872-1944) e i tedeschi Friedrich Delitzsch (1850-1922), Arno Poebel (1881-1958), Anton Deimel (1865-1954) e Adam Falkenstein (1906-1966).